# Namchi
Namchi – miasto w północno-wschodnich Indiach, w stanie Sikkim. Według danych szacunkowych na rok 2011 liczyło 12 190 mieszkańców.